# Cordoba (Senne & Sanne)
Cordoba is het tweede stripverhaal van de strip Senne & Sanne. Het is geschreven door Marc Verhaegen. Het verhaal werd voorgepubliceerd in het jeugdblad Kidsweek van 30 juni 2006 tot en met 11 augustus 2006. Het album verscheen op 4 oktober 2006.

## Achtergronden bij het verhaal
Verhaegen wil in dit verhaal een prominente rol geven aan de allochtone jongeren van vandaag, vooral uit de Marokkaanse en Turkse gemeenschap. Hij wil een blik werpen op hun leefwereld, geloof en cultuur en de houding van autochtonen tegenover allochtonen. Hij wil een sfeer van openheid weergeven, die niet gebaseerd is op vooroordelen.

## Uitgaven

### Achtergronden bij de uitgaven
- Het verhaal zou eerst in juni 2006 uitkomen, maar in mei van dat jaar werd bekendgemaakt dat het verhaal pas in oktober zal verschijnen in verband met de Antwerpse boekenbeurs van 1 tot en met 12 november.
- De voorpublicatie van het verhaal vindt plaats in Kidsweek. De edities 26 en 27 van 2006 bevatten elk 12 pagina's. De voorpagina van editie 26 van 30 juni is tevens een cover van het verhaal. Hierna volgen in de zomermaanden tweewekelijks 8 pagina's van het verhaal in de edities 28/29, 30/31 en 32/33.
- Ook in de Gazet van Antwerpen en Het Belang van Limburg wordt het verhaal als dagstrip voorgepubliceerd. Op maandag 24 juli 2006 verscheen de cover van het verhaal. Een dag later werd begonnen met het verhaal. Dagelijks verscheen één pagina.
- Op 31 augustus 2006 rolde het verhaal over de drukpersen bij Het Volk Printing. Het drukken van de cover en het inbinden van het verhaal worden bij andere bedrijven gedaan.
- Op 22 oktober 2006 zou er op de stripbeurs te Gent een luxe uitgave met blauwleren omslag verschijnen, getiteld Dossier Cordoba. Wegens vertraging bij de boekbinder is het album pas rond 2 november beschikbaar. In dit speciela album bevinden zich 16 extra pagina’s met achtegrondinformatie. Er wordt dieper ingegaan op de nieuwe personages, islamitische tradities worden uitgelegd, je ziet bezochte locaties én het bevat het oorspronkelijk bedoelde einde van Cordoba, wat door actuele gebeurtenissen in België op het laatste moment door Marc Verhaegen is aangepast.